# 肥粒鐵
肥粒鐵（英語：Ferrite），又稱為α鐵（α-Fe），体心立方结构，是鋼鐵的一種顯微組織，通常是α-Fe中固溶少量碳的固溶體，一般的鋼鐵中可能固溶有其它合金元素等雜質。同時，肥粒鐵也是波來鐵和變韌鐵的構成組織之一。肥粒鐵具有鐵磁性，所以它也是鋼鐵材料磁性的來源。

## 結晶構造

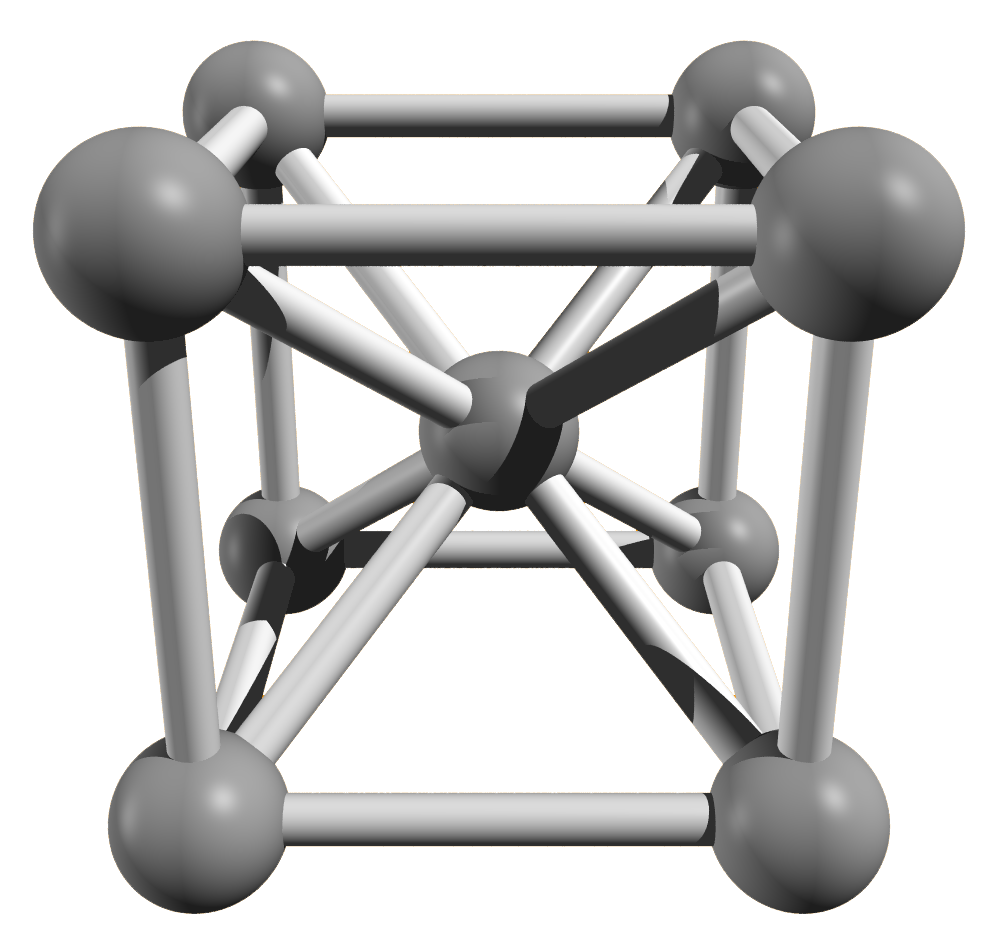
體心立方

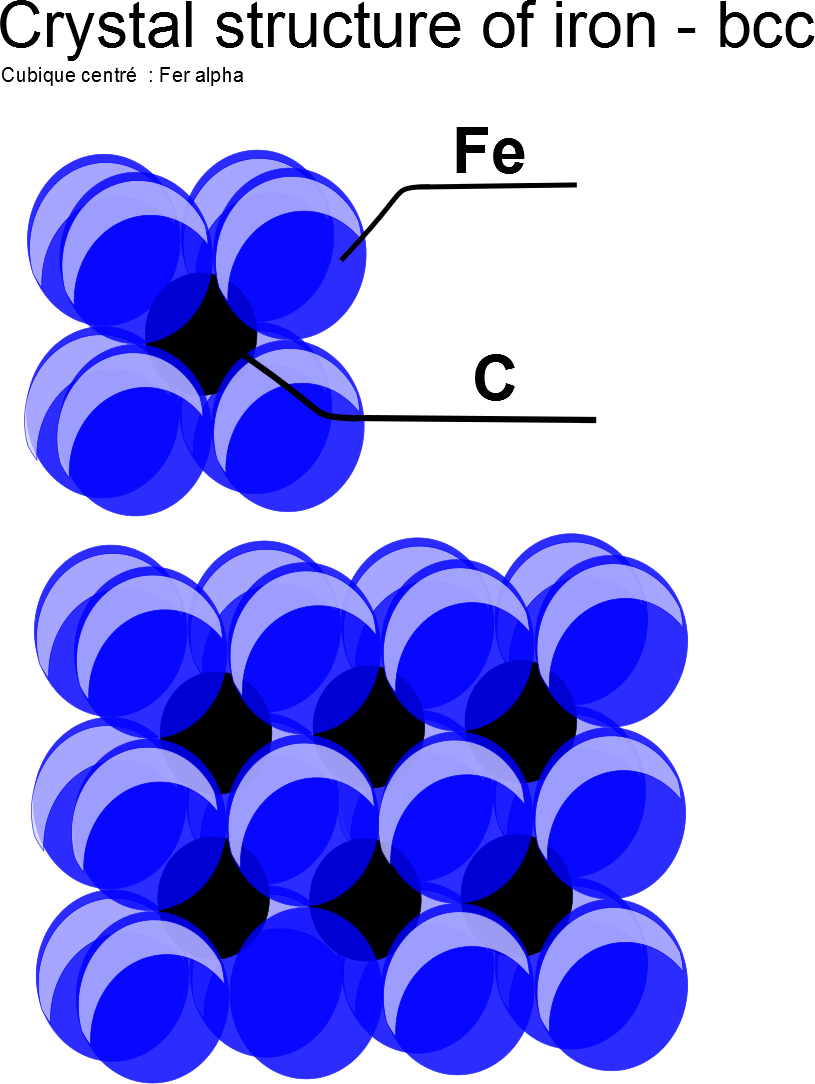
體心立方

肥粒鐵的結晶構造是體心立方，也就是在正立方體結晶格子的8個角各有1個原子，在中心還有1個原子。

## 溶解度

鐵－碳「相平衡狀態圖」

由於原子晶格間距很小，很難溶進碳原子，在727°C的共析點時只能溶進約0.02%的碳，在常溫時只能溶進0.006%，因此肥粒鐵的性質和純鐵相似，強度與硬度都是鋼鐵組織中最軟的，只有約HB80，但是富於延展性，實際上純鐵也可說是由肥粒鐵構成。由於碳原子將近是結晶格子空隙的兩倍大，溶進肥粒鐵中的碳原子會受到很大的應力，因此肥粒鐵中溶有愈多的碳，其強度也就愈高，而延展性則下降。
純鐵從高溫的沃斯田鐵狀態冷卻到911°C時，就會變態成肥粒鐵。鋼則會在冷卻到變態溫度時，因含碳量不同而先析出肥粒鐵或雪明碳鐵。由於沃斯田鐵的密度較肥粒鐵高，因此在發生變態時，鋼鐵材料會發生膨脹。

## 相關
- 鐵的同素異形體
- 同素异形体